# Noret (Bygdeå socken, Västerbotten, 714019-173859)
Noret är en sjö i Robertsfors kommun i Västerbotten och ingår i Rickleåns huvudavrinningsområde.